# Pierre Mouillefert
Pierre Mouillefert (1845 — 1903) foi um botânico francês, professor na Escola Nacional de Agricultura (École nationale d'agriculture) de Grignon.